# Agriophyllum squarrosum
Agriophyllum squarrosum là loài thực vật có hoa thuộc họ Dền. Loài này được (L.) Moq. mô tả khoa học đầu tiên năm 1849.